# Salduba diphysoides
Salduba diphysoides är en tvåvingeart som beskrevs av Walker 1858. Salduba diphysoides ingår i släktet Salduba och familjen vapenflugor. Inga underarter finns listade i Catalogue of Life.